# Свилена буба
Свилена буба (лат. Bombyx mori) је лептир из породице свилаца (лат. Bombycidae). Познат је по томе што се његова гусеница закукуљи у чауру коју исплете од врло танког (10-20 микрона) непрекинутог свиленог влакна, дужине до 2 km, коју произведе јаким слињењем. Одматањем тих чаура (кокона, галета) добија се влакно за производњу свиле. Гусеница свилене бубе храни се дудовим листом. Најближи сродник дудовог свилца је дивљи свилац (лат. Bombyx mandarina), али његова влакна имају грубљу тврђу структуру и смеђе су боје. Дивљи свилац живи и храни се на храстовом дрвету, по Индији, Кини и Јапану. Блиски сродници дудовог свилца су и лептири; Saturniidae (ноћна паунчад), Apatelodidae (амерички свилац) и мољци; Oxytenidae, Carthaeidae и Lemoniidae. Свиларство и узгој свилене бубе уврштени су 2009. године на Унескову репрезентативну листу нематеријалног културног наслеђа човечанства.
Свиларство, пракса узгоја свилених буба за производњу сирове свиле, постоји најмање 5.000 година у Кини, одакле се проширила на Индију, Кореју, Непал, Јапан и Запад. Домаћи свилени мољац је припитомљен од дивљег свиленог мољца Bombyx mandarina, који има распон од северне Индије до северне Кине, Кореје, Јапана и крајњих источних региона Русије. Доместиковани свилени мољац потиче од кинеских, а не јапанских или корејских сојева.
Мало је вероватно да су свилени мољци узгајани пре неолита. Пре тога, алати за производњу количинa свиленог конца нису били развијени. Доместивани B. mori и дивљи B. mandarina се још увек могу укрштати и понекад производити хибриде.‍:342
Домаћи свилени мољци се веома разликују од већине припадника рода Bombyx; не само да су изгубили способност летења, већ су им се изгубили и пигменти бојe.

## Типови
Дудове свилене бубе могу се категорисати у три различите, али повезане групе или типа. Главне групе свилених буба спадају у униволтне („uni-”=један, „voltine”=учесталост легла) и биволтне категорије. Униволтни тип је генерално везан за географско подручје у оквиру шире Европе. Јаја ове врсте се хибернирају током зиме због хладне климе, а унакрсно оплођују тек до пролећа, стварајући свилу само једном годишње. Други тип се назива биволтан и обично се налази у Кини, Јапану и Кореји. Процес узгоја ове врсте одвија се два пута годишње, што је подвиг омогућен мало топлијом климом и са резултирајућа два животна циклуса. Поливолтни тип дудове свилене бубе може се наћи само у тропима. Јаја полажу женке мољца и излегу се у року од девет до 12 дана, тако да добијени тип може имати до осам одвојених животних циклуса током целе године.

## Узгој свилене бубе
У Кини свиларство (узгајање свилене бубе због производње свиле) постоји најмање 5.000 година. Из Кине се свиларство проширило у Кореју, Јапан и Индију, а касније и у Европу.

## Чаура
Чаура је направљена од нити сирове свиле дужине од 300 до око 900 m (1.000 до 3.000 стопа). Влакна су веома фина и сјајна, пречника око 10 μm (0,0004 ). За израду 1 фунте свиле (0,4 ) потребно је око 2.000 до 3.000 чахура. Сваке године се произведе најмање 70 милиона фунти (32 милиона kg) сирове свиле, за шта је потребно скоро 10 милијарди чахура.

## Истраживање
Многи истраживачки радови су се фокусирали на генетику свилених буба и могућност генетског инжењеринга. Одржавају се многе стотине сојева, а описано је преко 400 Менделових мутација. Други извор сугерише да се широм света чува 1.000 инбред домаћих сојева. Један користан развој за индустрију свиле су свилене бубе које се могу хранити биомасом која није лишће дуда, укључујући вештачку исхрану. Истраживање генома такође подиже могућност генетског инжењеринга свилених буба за производњу протеина, укључујући фармаколошке лекове, уместо протеина свиле. Женке Bombyx mori су такође једни од ретких организама са хомологним хромозомима које држи заједно само синаптонемски комплекс (а не укрштања) током мејозе.
Крајг Биокрафт Лабораторије је предузеће које је користило истраживање са Универзитета Вајоминг и Нотр Дам у заједничком напору да створи свилену бубу која је генетски измењена да би произвела паукову свилу. У септембру 2010. године, овај подухват је најављен као успешан.
Истраживачи из Туфтса развили су основе направљене од сунђерасте свиле које изгледају слично људском ткиву. Оне се уграђују током реконструктивне хирургије да подрже или реструктурирају оштећене лигаменте, тетиве и друго ткиво. Они су такође направили имплантате направљене од свиле и једињења лекова који се могу уградити под кожу ради постојаног и постепеног ослобађања лекова.
Свилене бубе су коришћене у откривању антибиотика, јер имају неколико предности у поређењу са другим моделима бескичмењака. Антибиотици као што је лизоцин Е, нерибозомални пептид који синтетише Lysobacter sp. RH2180-5 и  су међу значајним антибиотицима откривеним коришћењем свилених буба. Поред тога, одабрани су антибиотици са одговарајућим фармакокинетичким параметрима који су у корелацији са терапијском активношћу у моделу инфекције свилене бубе.
Свилене бубе су такође коришћене за идентификацију нових фактора вируленције патогених микроорганизама. Урађен је први велики скрининг коришћењем библиотеке транспозон мутанта Staphylococcus aureus USA300 соја који је идентификовао 8 нових гена са улогама у пуној вируленцији S. aureus. Друга студија истог тима истраживача открила је, по први пут, улогу YjbH у вируленцији и толеранцији на оксидативни стрес ин виво.